# مقاطعة لوغان (كنتاكي)
مقاطعة لوغان (بالإنجليزية: Logan County)‏ هي إحدى المقاطعات في ولاية كنتاكي في الولايات المتحدة الأمريكية.

## أعلام
- جيمس باوي
- بنجامين هايدن